# Alcaldía del Municipio Libertador de Caracas (Venezuela)

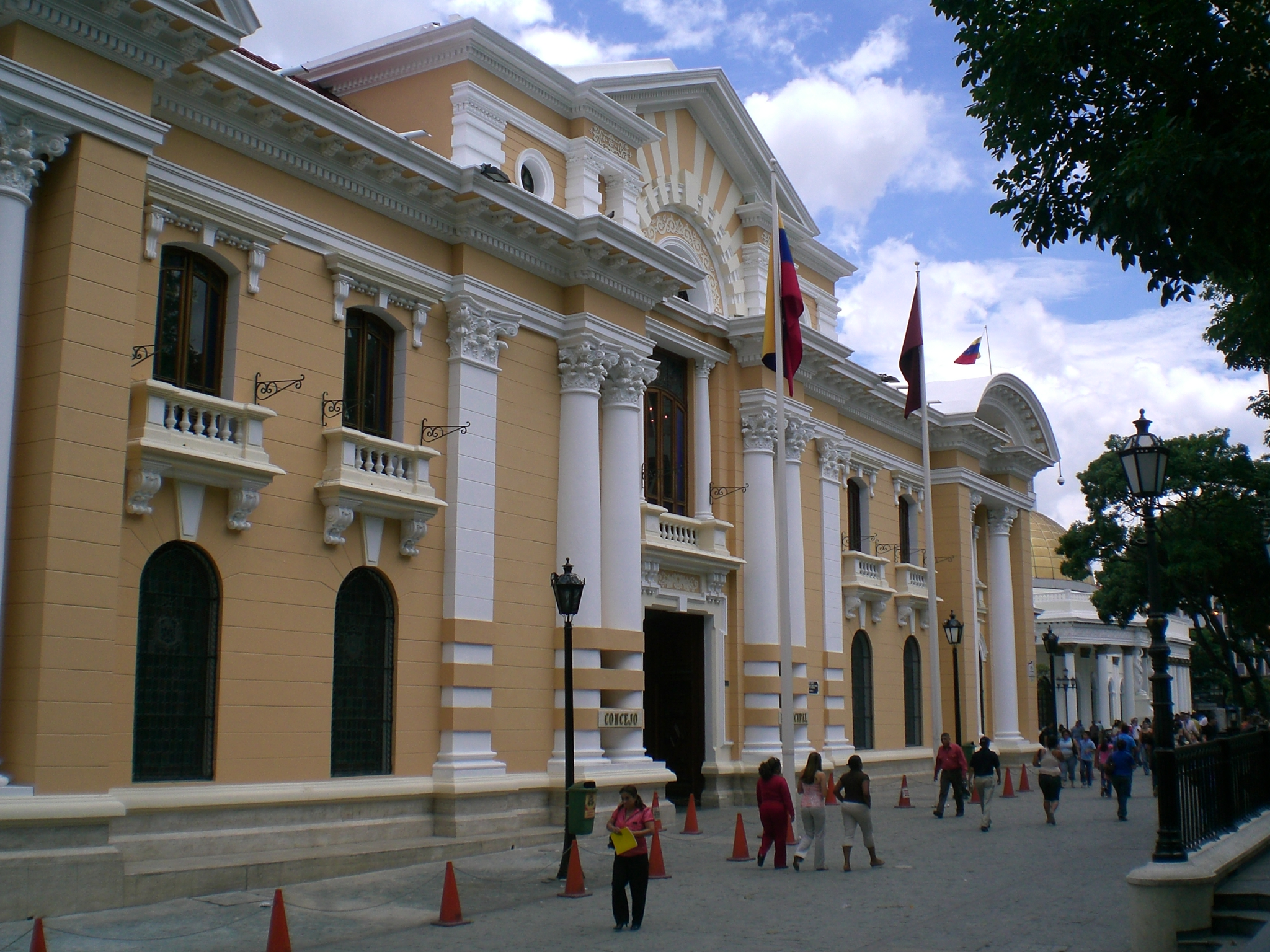
Palacio Municipal de Caracas, sede principal de la Alcaldía y Concejo del Municipio Libertador.

La Alcaldía del Municipio Libertador de Caracas es un ente u organismo descentralizado e independiente del Estado Venezolano, que fiscaliza, controla y regula las diferentes disposiciones y actividades destinadas a los ciudadanos y ciudadanas del Municipio Libertador de Caracas. Su actual alcaldesa es Carmen Meléndez quien resultó elegida en el cargo en las Elecciones regionales  de Venezuela de 2021  Su nombre oficial es "Alcaldía del Municipio Bolivariano Libertador de Caracas", aprobado e incluyendo el nombre "Bolivariano". La alcaldía se encuentra ubicada en frente de la Plaza Bolívar del centro de la capital, actualmente la jefa del despacho de la alcaldía es la Ciudadana Mayerlin Arias . 